# Opón (rijeka)
Opón je rijeka u Kolumbiji, desna pritoka rijeke Magdalene. Pripada slijevu Karipskog mora.